# Мратишић
Мратишић је насеље у Србији у општини Мионица у Колубарском округу. Према попису из 2022. било је 210 становника.

## Историја
Први помен села је забележен у турском попису (тефтеру) за хиџретску 934. годину, тј. 1527/1528. годину по садашњем рачунању времена.

Транскрибован на модерни турски, са османске арабице, унос са 217. странице тефтера TD 144 је гласио овако:
Miratişik karye, Valyeva nahiye - Село Мратишић, Нахија Ваљево
Слово И додато је на у први слог у складу са праксом вокалног турског језика да се додају самогласници тежим сугласничким групама, ради лакшег изговора. Слично је урађено, у истом попису, са Стрмном Гором (записана као Истримо-гора).

## Демографија
У насељу Мратишић живи 279 пунолетних становника, а просечна старост становништва износи 42,1 година (41,4 код мушкараца и 42,9 код жена). У насељу има 94 домаћинства, а просечан број чланова по домаћинству је 3,67.
Ово насеље је великим делом насељено Србима (према попису из 2002. године), а у последња три пописа, примећен је пад у броју становника.
|  |

| Демографија | Демографија | Демографија |
| Година      | Становника  | Становника  |
| ----------- | ----------- | ----------- |
| 1948.       | 508         |             |
| 1953.       | 520         |             |
| 1961.       | 469         |             |
| 1971.       | 463         |             |
| 1981.       | 447         |             |
| 1991.       | 381         | 380         |
| 2002.       | 345         | 345         |

| Етнички састав према попису из 2002.‍ | Етнички састав према попису из 2002.‍ | Етнички састав према попису из 2002.‍ | Етнички састав према попису из 2002.‍ | Етнички састав према попису из 2002.‍ |
| ------------------------------------ | ------------------------------------ | ------------------------------------ | ------------------------------------ | ------------------------------------ |
|                                      |                                      |                                      |                                      |                                      |
| Срби                                 | Срби                                 |                                      | 344                                  | 99,71%                               |
| непознато                            | непознато                            |                                      | 1                                    | 0,28%                                |

| Година пописа     | 1948. | 1953. | 1961. | 1971. | 1981. | 1991. | 2002. |
| ----------------- | ----- | ----- | ----- | ----- | ----- | ----- | ----- |
| Број домаћинстава | 78    | 85    | 95    | 97    | 99    | 99    | 94    |

| Број чланова      | 1  | 2  | 3  | 4 | 5  | 6  | 7 | 8 | 9 | 10 и више | Просек |
| ----------------- | -- | -- | -- | - | -- | -- | - | - | - | --------- | ------ |
| Број домаћинстава | 14 | 21 | 14 | 9 | 13 | 18 | 2 | 3 | 0 | 0         | 3,67   |

| Пол    | Укупно | Неожењен/Неудата | Ожењен/Удата | Удовац/Удовица | Разведен/Разведена | Непознато |
| ------ | ------ | ---------------- | ------------ | -------------- | ------------------ | --------- |
| Мушки  | 152    | 35               | 100          | 14             | 3                  | 0         |
| Женски | 139    | 14               | 100          | 22             | 1                  | 2         |
| УКУПНО | 291    | 49               | 200          | 36             | 4                  | 2         |

| Пол    | Укупно                    | Пољопривреда, лов и шумарство | Рибарство                            | Вађење руде и камена | Прерађивачка индустрија       |
| ------ | ------------------------- | ----------------------------- | ------------------------------------ | -------------------- | ----------------------------- |
| Мушки  | 114                       | 102                           | 0                                    | 0                    | 7                             |
| Женски | 64                        | 58                            | 0                                    | 0                    | 0                             |
| УКУПНО | 178                       | 160                           | 0                                    | 0                    | 7                             |
| Пол    | Производња и снабдевање   | Грађевинарство                | Трговина                             | Хотели и ресторани   | Саобраћај, складиштење и везе |
| Мушки  | 2                         | 1                             | 0                                    | 0                    | 1                             |
| Женски | 0                         | 0                             | 5                                    | 1                    | 0                             |
| УКУПНО | 2                         | 1                             | 5                                    | 1                    | 1                             |
| Пол    | Финансијско посредовање   | Некретнине                    | Државна управа и одбрана             | Образовање           | Здравствени и социјални рад   |
| Мушки  | 0                         | 0                             | 0                                    | 0                    | 0                             |
| Женски | 0                         | 0                             | 0                                    | 0                    | 0                             |
| УКУПНО | 0                         | 0                             | 0                                    | 0                    | 0                             |
| Пол    | Остале услужне активности | Приватна домаћинства          | Екстериторијалне организације и тела | Непознато            | Непознато                     |
| Мушки  | 0                         | 0                             | 0                                    | 1                    | 1                             |
| Женски | 0                         | 0                             | 0                                    | 0                    | 0                             |
| УКУПНО | 0                         | 0                             | 0                                    | 1                    | 1                             |

## Галерија
- Мратишић - панорама
- Мратишић - панорама
- Мратишић - панорама
- Мратишић - панорама
- Мратишић - панорама
- Мратишић - панорама
- Мратишић - панорама